# Adrian Heidrich
Adrian Heidrich (* 18. September 1994) ist ein Schweizer Beachvolleyballspieler.

## Karriere
Adrian Heidrich kommt aus einer Volleyballfamilie aus Kloten, er wuchs im dortigen Weiler Gerlisberg auf. Sein Bruder Florian spielte Volleyball in der Halle und seine ältere Schwester Joana ist ebenfalls Beachvolleyball-Profi. Sein erstes nationales Turnier spielte er 2014 in Bern mit David Sturzenegger. Ab 2015 bildete er ein Duo mit Gabriel Kissling. Heidrich/Kissling erreichten im ersten gemeinsamen Jahr auf der nationalen Coop Beachtour einige Top-5-Ergebnisse. Bei der Schweizer Beachvolleyball-Meisterschaft in Bern wurden sie Dritte. International schieden sie beim Gstaad Major früh aus. Mit Marco Krattiger wurde Heidrich ausserdem Neunter der U22-Europameisterschaft in Macedo de Cavaleiros.
Auf der FIVB World Tour 2016 spielten Heidrich/Kissling die Open-Turniere in Doha, Fortaleza und Cincinnati, die Majors in Poreč und Gstaad sowie den Grand Slam in Long Beach, wobei sie nicht über 25. Plätze hinauskamen. Bei der Europameisterschaft 2016 in Biel/Bienne kamen sie als Gruppensieger in den Achtelfinal, in dem sie den Niederländern Nummerdor/Varenhorst unterlagen. Bei den CEV-Satellites wurden sie 17. in Baden und Fünfte in Vaduz. Ebenfalls den fünften Platz erreichten sie bei der Schweizer Meisterschaft. Anfang 2017 kamen sie bei den Turnieren der FIVB World Tour in Fort Lauderdale (fünf Sterne) und Kisch (drei Sterne) ebenso nur auf hintere Plätze wie im Sommer beim Fünf-Sterne-Turnier in Gstaad. Die Ein-Stern-Turniere in Agadir und Montpellier schlossen sie auf dem fünften und siebten Platz ab. In der CEV-Serie spielten sie die Satellites in Göteborg, Siófok, Mersin und Vaduz, wobei der neunte Rang in Ungarn das beste Ergebnis war. National wurden Heidrich/Kissling 2017 unter anderem Zweite in Zürich und Olten. Bei der Schweizer Meisterschaft erreichten sie den dritten Rang.
Seit 2018 spielte Heidrich mit Mirco Gerson. Im ersten gemeinsamen Jahr waren die neuen Partner auf vielen Turnieren der World Tour aktiv. Zum Jahresbeginn gab es in Den Haag und Doha (jeweils vier Sterne), in Kisch (drei Sterne) und im Oman (ein Stern) zweistellige Ergebnisse. Ab April verbesserten sich Heidrich/Gerson und wurden Neunte in Xiamen (vier Sterne), Vierte in Mersin und Dritte in Luzern (jeweils drei Sterne). Im Juni/Juli folgten siebzehnte Plätze bei den Vier-Sterne-Turnieren in Ostrava und Warschau sowie ein neunter Rang beim Fünf-Sterne-Turnier in Gstaad. Bei der EM in den Niederlanden schieden die Schweizer als Gruppenzweite im Achtelfinal gegen die Russen Stojanowski/Welitschko aus. Danach gab es bei den FIVB-Turnieren einen 25. Platz in Wien (fünf Sterne) und einen neunten Rang in Moskau (vier Sterne). National gewannen Heidrich/Gerson das Turnier in Locarno und wurden Zweite in Olten und Rorschach. Bei der Schweizer Meisterschaft unterlagen sie erst im Final gegen Beeler/Krattiger.
Im Januar 2019 wurden sie Fünfte beim Vier-Sterne-Turnier der World Tour in Den Haag. Bei weiteren Turnieren dieser Kategorie traten sie bis Juni in Doha, Xiamen, Itapema, Ostrava und Warschau an; das beste Ergebnis war dabei ein neunter Rang in Brasilien. Bei der Weltmeisterschaft in Hamburg gewannen sie ihre Vorrunden-Gruppe, schieden aber dann in der ersten KO-Runde gegen die Italiener Rossi/Carambula aus. Auf der World Tour gab es mit dem neunten Rang in Gstaad und dem fünften Platz in Wien weitere Top-Ten-Ergebnisse bei Fünf-Sterne-Turnieren. Hinzu kamen ein 17. Platz in Espinho und ein neunter Rang in Moskau (jeweils vier Sterne). In der russischen Hauptstadt wurden Heidrich/Gerson zuvor ebenfalls Neunte bei der EM 2019, die für sie im Achtelfinal gegen die Norweger Mol/Sørum endete. Bei der Schweizer Beachvolleyball-Meisterschaft 2019 gewannen sie im Final gegen Kissling/Zandbergen ihren ersten nationalen Titel. Beim World-Tour-Finale in Rom wurden sie Neunte.
Die World Tour 2019/20 begannen sie Ende Oktober mit dem Turniersieg in Qinzhou (drei Sterne). Im März kamen sie in Doha (vier Sterne) auf den 25. Platz und im August erreichten sie den Final des Ein-Stern-Turniers in Baden gegen Seidl/Waller. Da die Schweizer Turnierserie und Meisterschaft wegen der COVID-19-Pandemie ausfiel, spielten Heidrich/Gerson ein österreichisches Turnier in Wolfurt (dritter Platz) und beim Top-Teams-Turnier der deutschen Comdirect Beach Tour 2020 in Düsseldorf (siebter Platz). Bei der EM 2020 in Jūrmala erreichten sie als Gruppenerster direkt den Achtelfinal, in dem sie gegen die Polen Kantor/Łosiak ausschieden. Im Februar 2021 gewannen sie mit ihren Schweizer Teamkollegen Breer/Krattiger den Nations Clash in Düsseldorf. Über den Continental Cup qualifizierten sich Heidrich/Gerson für die Olympischen Spiele in Tokio, wo sie den 17. Platz erreichten. Im September wurden sie erneut Schweizer Meister.
Nach dem Karriereende von Gerson spielte Heidrich seit 2022 zusammen mit Leo Dillier. Im August wurden Dillier/Heidrich Schweizer Meister, im Oktober erreichten sie beim zweiten Challenge-Turnier in Dubai Platz vier.